# مامادو سورو
مامادو سورو نانغا (بالفرنسية: Mamadou Soro Nanga)‏، لاعب كرة قدم إيفواري يلعب حالياً مع نادي الزوراء العراقي.
لعب سابقاً في نادي الشعلة السعودي ونادي البكيرية ونادي الخليج ونادي القادسية الكويتي ونادي الباطن ونادي الزوراء.

## روابط خارجية
- مامادو سورو على موقع قاعدة بيانات كرة القدم.إي يو (الإنجليزية)
- مامادو سورو على موقع Soccerway.com (الإنجليزية)
- مامادو سورو على موقع كووورة